# Nectandra lundellii
Nectandra lundellii är en lagerväxtart som beskrevs av C. K. Allen. Nectandra lundellii ingår i släktet Nectandra och familjen lagerväxter. Inga underarter finns listade i Catalogue of Life.